# Jeff Dee
Jeff Dee (15 de maio de 1961) é um artista e designer de jogos. Ele é uma figura reconhecida no role-playing game da comunidade e indústria de jogos. Sua obra mostra ilustrativa quadrinhos forma de arte e influência.

## Biografia
Quando ainda era adolescente, na década de 1970, Dee e Jack Herman co-criado Villains and Vigilantes, o primeiro super-herói que joga o jogo completo-função. Ele passou a ilustrar vários materiais para o role-playing game Dungeons & Dragons (D&D), incluindo obras de arte interior de manuais e ilustrações e capas para módulos de aventura para o jogo. Alguns de seus trabalhos mais reconhecidos podem ser encontradas no manual do Divindades e Semideuses (especialmente no panteões  egípcios e nórdicos). Junto com Erol Otus , Roslof Jim , David S. LaForce , C. David Sutherland III e David A. Trampier , Dee é reconhecida como uma das primeira geração D & D artistas, proporcionando obras de arte como as definições para mundos imaginários e aventuras.
Em 1989, Dee passou a fornecer a arte para jogos de computador. Ele trabalhou em várias parcelas no Ultima (série) inclusive atuando como Diretor de Arte de Ultima VII. Dee já trabalhou para empresas como a Apogee, origem, Simtex e Looking Glass Studios. Ele era o Diretor de Desenvolvimento de Ashen Empires, um RPG de fantasia online multiplayer de TKO Software e Designer Chefe do The Sims: Histórias de Náufragos.

## Outros empreendimentos
Além dele e relacionados com jogos de trabalho artístico, Dee é um franco ateu e transumanista. Ele é o anfitrião anterior de um bi-semanal Internet podcast chamado "The Non-Prophets (agora hospedado por Denis Loubet) e uma corrente de giro coanfitrião (e anfitrião anterior) de um ao vivo, semanalmente, acesso a televisão pública do programa The Atheist Experience.